# Le Drennec
Le Drennec è un comune francese di 1 830 abitanti situato nel dipartimento del Finistère nella regione della Bretagna.

## Società

### Evoluzione demografica
Abitanti censiti